# Jonathan Viera
Jonathan Viera Ramos (* 21. Oktober 1989 in Las Palmas de Gran Canaria) ist ein spanischer Fußballspieler. Der offensive Mittelfeldspieler verbrachte den Großteil seiner Karriere bei seinem Jugendverein UD Las Palmas und steht aktuell in den Vereinigten Arabischen Emiraten für Khor Fakkan unter Vertrag.

## Karriere

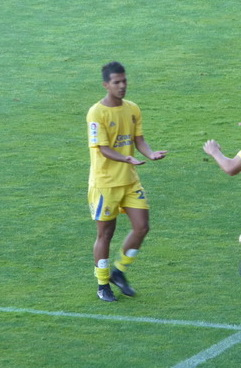
Viera im Trikot von UD Las Palmas

### Verein

#### Anfänge auf Gran Canaria
Jonathan Viera kommt aus Las Palmas auf der kanarischen Insel Gran Canaria. Seine ersten fußballerischen Schritte ging er bei seinem Jugendklub Atlético Feria, bevor er im Alter von 16 Jahren zu UD Las Palmas, dem größten Verein der Insel wechselte. Nach einigen Jahren in der Jugendabteilung rückte er zur Saison 2010/11 endgültig in die Profimannschaft auf, die in der zweiten Liga spielte. Am Saisonende standen für Viera 31 Spiele und sechs Tore, davon drei im Spiel gegen Barcelona B. Im Januar 2012 tauchten Gerüchte um einen Wechsel auf, laut Aussage des Spielers habe er mehrere Angebote vorliegen gehabt. Sein Verein war sich wohl schon mit dem FC Granda einig, doch der Transfer scheiterte, und Viera versicherte, bis Saisonende zu bleiben.

#### FC Valencia
Zur Saison 2012/13 wechselte Viera schließlich für eine Ablöse von 2,5 Mio. € zum FC Valencia. Dort konnte er sich jedoch nicht nachhaltig durchsetzen, kam nur zu wenigen Einsätzen. Für die Folgesaison wurde er deshalb nach Madrid zu Rayo Vallecano verliehen, wo er eine durchaus erfolgreiche Saison verbrachte.

#### Wechsel nach Belgien
Kurz nach seiner Rückkehr nach Valencia verließ er Spanien zum ersten Mal und wechselte für 2 Mio. € nach Belgien, zu Standard Lüttich. Die erste Saison im Ausland verlief für Viera alles andere als erfolgreich. Er kam nur in drei Ligaspielen zum Einsatz, erzielte immerhin einen Treffer in der Europa League gegen Feyenoord Rotterdam.

#### Rückkehr nach Las Palmas
Im Januar 2015 kehrte er nach Las Palmas zurück. Seine Mannschaft beendete die Saison in der zweiten Liga auf Rang vier, doch in der Relegation sicherte sie sich den Aufstieg in die Primera División. Zur Saison 2015/16 wurde Viera von Las Palmas für eine Ablöse von 2,9 Mio. € fest verpflichtet.

#### Wechsel nach China
Nach drei weiteren Jahren auf Gran Canaria wechselte er 2018 in die Volksrepublik China, zu Beijing Guoan, für eine kolportierte Ablösesumme von 11 Mio. €. Vier sagte, er habe seinen Verein um den Wechsel gebeten, weil durch das Angebot des chinesischen Vereins das „das Leben“ seiner ganzen Familie gesichert sei. Im Sommer 2019 wurde er für ein halbes Jahr zurück zu Las Palmas verliehen.

#### Dritter Wechsel zu Las Palmas
Zur Saison 2021/22 wechselte er erneut „nach Hause“ zu UD Las Palmas und unterschrieb einen Fünfjahresvertrag. Im Dezember 2023 ließ er seine Karriere ruhen und verließ Las Palmas, um sich um seine kranke Ehefrau zu kümmern. Kurzzeitig war er vereinslos.

#### Almería
Im Februar 2024 schloss er sich UD Almería an, verließ den Verein nach Abstieg aber am Saisonende wieder.

#### VAE
Im Sommer 2024 wechselte Viera in die Vereinigte Arabische Emirate zu Khor Fakkan Club.

### Nationalmannschaft
Nachdem Viera 2011 zwei Spiele für die spanische U21-Nationalmannschaft absolviert hatte, kam er 2017 ein Mal für die A-Nationalelf zum Einsatz.